# Denise Herrmann
Denise Herrmann-Wick (Bad Schlema, 20 dicembre 1988) è un'ex biatleta e fondista tedesca.

## Biografia
In Coppa del Mondo di sci di fondo ha esordito il 13 febbraio 2009 a Valdidentro (37ª) e ha ottenuto il primo podio il 7 dicembre 2012 a Québec (2ª). Durante la sua carriera nello sci di fondo ha preso parte a un'edizione dei Giochi olimpici invernali, Soči 2014 (8ª nella sprint, 4ª nella sprint a squadre, 3ª nella staffetta), e a tre dei Campionati mondiali (4ª nella sprint a squadre a Falun 2015 il miglior risultato).
Dalla stagione 2016-2017 si dedica prevalentemente al biathlon; nella Coppa del Mondo di biathlon ha esordito il 9 dicembre 2016 a Pokljuka (18ª) e ha ottenuto la prima vittoria, nonché primo podio, il 5 marzo 2017 a Pyeongchang Alpensia. Ai XXIII Giochi olimpici invernali di Pyeongchang 2018 si è classificata 21ª nella sprint, 6ª nell'inseguimento, 11ª nella partenza in linea e 8ª nella staffetta. Ha esordito ai Mondiali di biathlon a Östersund 2019 dove ha vinto la medaglia d'oro nell'inseguimento e quella d'argento nella staffetta mista ed è stata 6ª nella sprint.
Durante la stagione 2019-2020 si è aggiudicata la Coppa del Mondo di sprint. Ai Mondiali di Oberhof 2023 ha vinto la medaglia d'oro nella sprint, quella d'argento nell'inseguimento e nella staffetta e si è classificata 24ª nella partenza in linea, 15ª nell'individuale e 6ª nella staffetta mista.; al termine di quella stagione 2022-2023, l'ultima della sua carriera, ha conquistato per la seconda volta la Coppa del Mondo di sprint.

## Palmarès

### Biathlon

#### Olimpiadi
- 2 medaglie:
  - 1 oro (individuale a Pechino 2022)
  - 1 bronzo (staffetta a Pechino 2022)

#### Mondiali
- 9 medaglie:
  - 2 ori (inseguimento[2] a Östersund 2019; sprint a Oberhof 2023)
  - 6 argenti (staffetta mista[2] a Östersund 2019; inseguimento[2], staffetta[2] ad Anterselva 2020; staffetta[2] a Pokljuka 2021; inseguimento, staffetta a Oberhof 2023)
  - 1 bronzo (partenza in linea[2] a Östersund 2019)

#### Coppa del Mondo
- Miglior piazzamento in classifica generale: 3ª nel 2020
- Vincitrice della Coppa del Mondo di sprint nel 2020 e nel 2023
- 34 podi (20 individuali, 14 a squadre), oltre a quelli conquistati in sede iridata e validi anche ai fini della Coppa del Mondo:
  - 14 vittorie (10 individuali, 4 a squadre)
  - 12 secondi posti (6 individuali, 6 a squadre)
  - 8 terzi posti (4 individuali, 4 a squadre)

##### Coppa del Mondo - vittorie
| Data             | Località             | Nazione       | Specialità                                                           |
| ---------------- | -------------------- | ------------- | -------------------------------------------------------------------- |
| 5 marzo 2017     | Pyeongchang Alpensia | Corea del Sud | RL (con Nadine Horchler, Maren Hammerschmidt e Franziska Hildebrand) |
| 1 dicembre 2017  | Östersund            | Svezia        | SP                                                                   |
| 3 dicembre 2017  | Östersund            | Svezia        | PU                                                                   |
| 13 gennaio 2018  | Ruhpolding           | Germania      | RL (con Franziska Preuß, Franziska Hildebrand e Laura Dahlmeier)     |
| 8 febbraio 2019  | Canmore              | Canada        | RL (con Vanessa Hinz, Franziska Hildebrand e Laura Dahlmeier)        |
| 16 febbraio 2019 | Salt Lake City       | Stati Uniti   | PU                                                                   |
| 24 gennaio 2020  | Pokljuka             | Slovenia      | IN                                                                   |
| 5 marzo 2020     | Nové Město na Moravě | Rep. Ceca     | SP                                                                   |
| 13 marzo 2020    | Kontiolahti          | Finlandia     | SP                                                                   |
| 16 gennaio 2021  | Oberhof              | Germania      | RL (con Vanessa Hinz, Janina Hettich e Franziska Preuß)              |
| 5 marzo 2022     | Kontiolahti          | Finlandia     | SP                                                                   |
| 8 dicembre 2022  | Hochfilzen           | Austria       | SP                                                                   |
| 21 gennaio 2023  | Anterselva           | Italia        | PU                                                                   |
| 18 marzo 2023    | Oslo Holmenkollen    | Norvegia      | SP                                                                   |

Legenda:

IN = individuale

PU = inseguimento

SP = sprint

RL = staffetta

### Sci di fondo

#### Olimpiadi
- 1 medaglia:
  - 1 bronzo (staffetta a Soči 2014)

#### Mondiali juniores
- 1 medaglia:
  - 1 bronzo (sprint a Tarvisio 2007)

#### Coppa del Mondo
- Miglior piazzamento in classifica generale: 9ª nel 2014 e nel 2015
- 5 podi (3 individuali, 2 a squadre):
  - 3 secondi posti (2 individuali, 1 a squadre)
  - 2 terzi posti (1 individuale, 1 a squadre)

##### Coppa del Mondo - competizioni intermedie
- 3 podi di tappa:
  - 1 secondo posto
  - 2 terzi posti